# Provvidenti
Provvidenti är en ort och kommun i provinsen Campobasso i regionen Molise i Italien. Kommunen hade 109 invånare (2018).